# フランクリン国

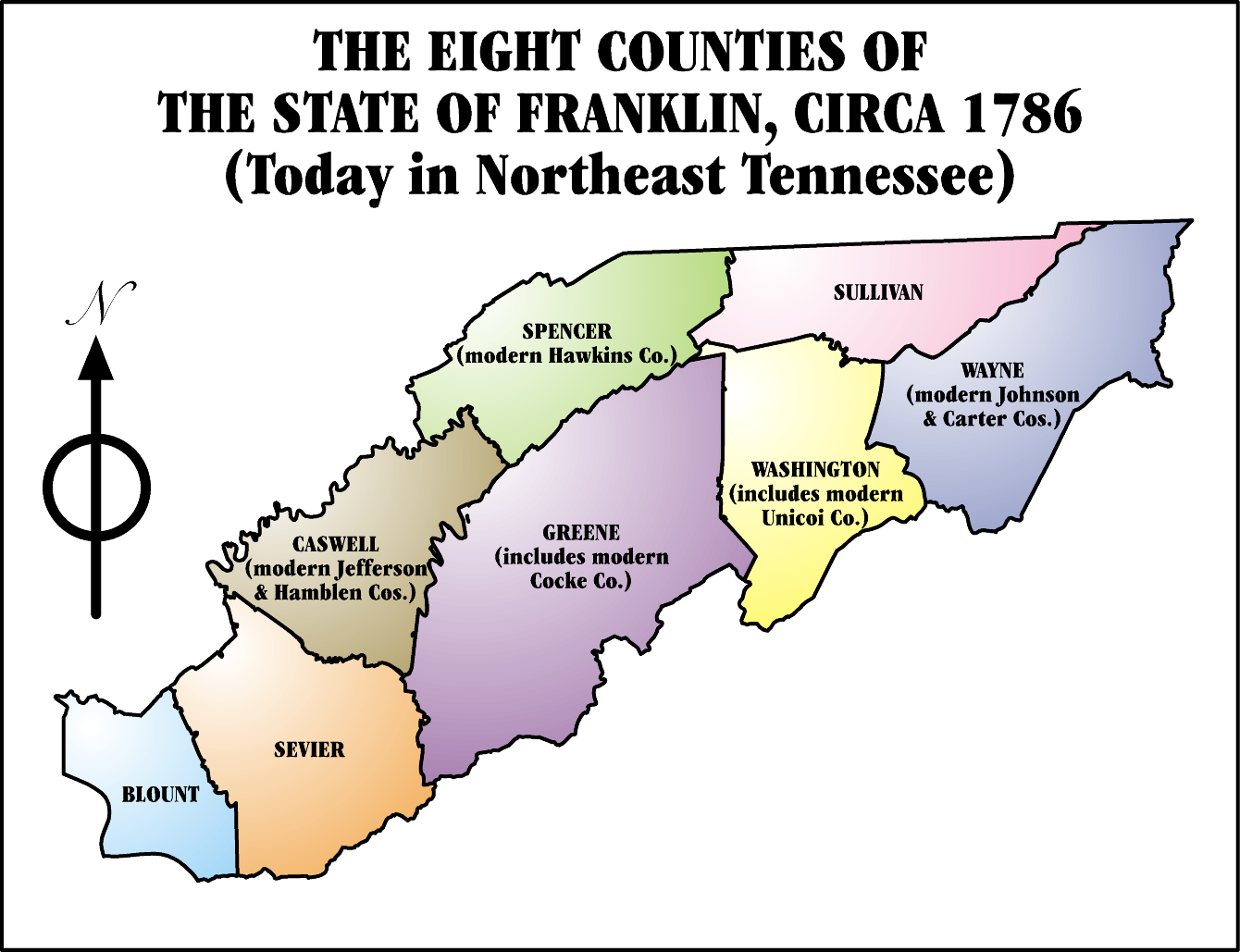
フランクリン国の8郡

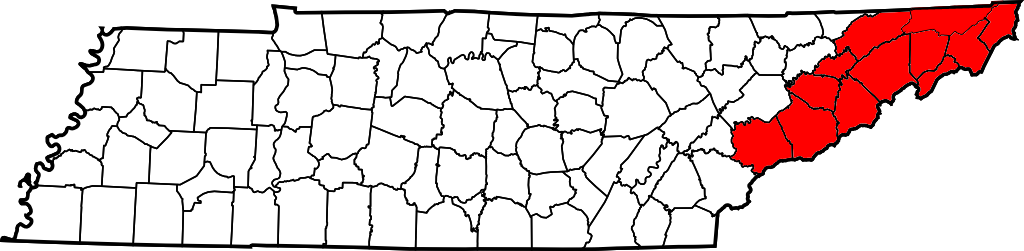
テネシー州内におけるかつてのフランクリン国の位置

フランクリン国（-こく、英語: State of Franklin）は、アメリカ独立戦争終了後間もなく、アメリカ合衆国領土内の分離主義者が建国した自立した国である。国の場所は、後にノースカロライナ邦が合衆国政府に割譲し、テネシー州の一部となった所にあった。フランクリン国はアメリカ合衆国への加盟を公式に認められることはなく、4年後に消滅した。フランクリン邦（-ほう）と訳されることもある。

## ノースカロライナ邦西部の運命
アメリカ独立戦争が終わった時、独立13植民地を束ねる連合会議は大きな負債に喘いでいたので、1784年4月、ノースカロライナ邦は「連合会議にアレゲーニー山脈とミシシッピ川との間の2,900万エーカー (118,000 km2)の土地を贈与すること」を決議した。このことは、ナッシュボロ砦を拠点としてカンバーランド川沿いに足場を築いてきたワトーガ地区の開拓者にとって、喜ばしいことではなかった。開拓者は、連合会議が見境も無しにフランスやスペインのような外国に領土を売ってしまうことを恐れた。数ヵ月後にノースカロライナ邦議会は、その土地が連合会議の負債償還には使われない場合を怖れ、土地の贈与を取り消し、ふたたびこの地域の采配権を握った。また、「西部の郡部で判事が裁判所を取り仕切り、1隊の兵士を組織してジョン・セビアがその指揮を執ること」を決めた。

## 分離主義者の活動
アメリカ独立の精神はこの時も辺境開拓者の世界観に多くを占めており、アレゲーニー山脈の西の領土にいる市民は不満を増大させ、別の国家を打ち立てる要求が持ち上がった。1784年8月23日、この地域にあったワシントン郡、サリバン郡、スペンサー郡（現在はホーキンス郡）およびグリーン郡の代表がジョーンズボロの町に集まり、ノースカロライナ邦からの独立を宣言した。
1785年5月16日、これらの郡の代表がアメリカ合衆国の邦として認めて貰うための請願書を連合会議に提出した。「フランクランド」と仮に命名されたこの小さな「邦｣の加入請願に対して、既存の7つの邦は賛成票を投じた。しかし、連合規約の規定では、領土を新しい邦として認めるためには3分の2の邦の賛成が必要となっていたので、過半数には達していたもののこの請願は認められなかった。フランクランドの指導者達は、支援者を増やすためにベンジャミン・フランクリンの名前を貰って国の名前を「フランクリン」に改め、自分達を支持してくれるような愛国者に手紙を出し始めた。しかし、ベンジャミン・フランクリンは丁重に謝絶した。
フランクリン国内では、弁護士、医者および説教師については議会の被選挙権を認めない法案が住民投票で否決された。その後、ノースカロライナ邦の憲法に多少の修正を加えた上で新しい憲法が採択され、国名を正式に「フランクリン」と呼ぶことになった。
暫定政府がグリーンビルで結成された。直ぐに選挙が行われ、ジョン・セビアが知事に、デイビッド・キャンベルが最高裁判所判事に選ばれた。グリーンビルは恒久的な首都と宣せられた。最初の議会は1785年12月に開催された。ランドン・カーターが議会上院議長となり、トマス・タルボットが書記官となった。ウィリアム・ゲイジが下院議長となり、トマス・チャップマンが下院書記官となった。
議会は地域のインディアンと条約を結び、裁判所を開設し、新しく5つの郡を加入させ、税金を定め、さらに役人の給与を決定した。物々交換が事実上、また適法の経済の仕組みとなり、人々の間の日用品が負債のかたに支払われることが認められた。例えば外貨、とうもろこし、タバコ、アップル・ブランディおよび毛皮であった（セビア自身も鹿の毛皮で支払われた）。市民は2年間の納税猶予を認められたが、通貨がないことと経済基盤ができていないことで、発展が阻害され混乱を生じた。
1786年はこの小さな国の終焉の始まりであった。フランクリンは合衆国に認められないまま不安定な位置にあった。ノースカロライナ邦の主権を拒否していたので、フランクリンは合衆国軍やノースカロライナ邦民兵の恩恵を得ることもなかった。ノースカロライナ邦は、フランクリンが戻ってくれば過去の税金も帳消しにすると提案してきた。この提案を拒否すると、ノースカロライナ邦はジョン・ティップトン大佐の指揮で軍隊を派遣し、フランクリン国内に独自の政府を立てた。2つの政府状態は数ヶ月続いた。国内の住民の間でもどちらに付くべきかで議論が分かれた。セビアの支持者とティップトンの部隊との間の唯一の「戦闘」が1788年にティップトン大佐の農園で戦われた。この戦場跡はテネシー州ジョンソン市にティップトン＝ヘインズ歴史的場所として保存されている。
セビアは、経済的な困難さによってフランクリン政府が機能しなくなっていることに絶望し、スペイン政府からの借款を求め、ジェイムズ・ホワイトはフランクリンをスペインの支配下に組み込もうとした。ノースカロライナ邦政府は、いかなる国外勢力もフランクリン国内に足場を築かせることに絶対反対の立場をとり、役人にセビアの逮捕を命じた。セビアの支持者が一旦は監獄から救い出したが、セビアは1788年2月に戻ることに決めた。ノースカロライナ邦政府は寛大な処置をとり、セビアに科する罰はノースカロライナ邦との同盟の誓いを要求することだけであった。
1788年3月、チェロキー族、チカマウガ、およびチカソー族が集団をなして、自由奔放にフランクリン国内の開拓者を襲い始めた。このインディアンの攻撃によって、ノースカロライナ邦との食い違いを早急に治めることになり、ノースカロライナ邦民兵がインディアンの攻撃を排除する助けとなった。

## テネシーへの移行
1790年、フランクリン政府は完全に崩壊し、領土の支配はノースカロライナ州に戻った。セビアはこの地域を代表するノースカロライナ州議会議員に選ばれた。その後直ぐにノースカロライナ州は、合衆国政府に当該地域を割譲して南西部領土の一部とし、後にテネシー州となった。ジョン・セビアはテネシー州初代知事となり、ジョン・ティップトンはワシントン郡の代表としてテネシー州憲法に署名した。

## 雑学
- フランクリン議会の最後の会期で、ジョン・セビアはフランクリン国の国旗制定を提案した。しかしその制定は無かった。インターネットで見つけられるフランクリン国の国旗と称するものは明らかにでっち上げであり、そのデザインは現在のテネシー州旗から持ってきている。テネシー州旗は20世紀への変わり目にレロイ・リーブズによってデザインされた。
- ジョンソン市には「フランクリン国貯蓄銀行」という銀行がある。
- ジョンソン市の大通りの一つはフランクリン国道路と名づけられ、東テネシー州立大学とを結んでいる。カントリー・ミュージックの1ジャンルであるオルターナティブ・カントリーのグループ「ザ・エブリバディフィールズ」はジョンソン市に基盤があり、その歌「Good To Be Home」の中でこの通りの名前が出てくる。
- "Lost State of Franklin"（失われたフランクリン国）はオハイオのカントリー/ロカビリー・バンドである。
- テネシーの3都市にあるアマチュアのビール醸造家の集まりが、自分達のことを「フランクリン国家庭内醸造家」と呼んでいる。
- 現在のテネシー州には、フランクリン郡とフランクリン市がある。どちらも、かつてフランクリン国があった地域には入っていない。
- 最初のフランクリン国議事堂は、テネシー州百周年および国際博覧会の際に移動され消滅した。鍵のみが残っている。
- フランクリン国は短命であったが首都は3箇所あった。ジョーンズボロ、セイモア[4]およびグリーンビルである。